# Jamie Oliver
James Trevor "Jamie" Oliver (27. svibnja 1975.) - chef, vlasnik restorana,  poznat po svojim televizijskim emisijama o prehrani i kuhanju, kuharicama, a nedavno i po kampanji protiv uporabe prerađenih namirnica u školama.

## Vanjske poveznice
- Jamieoliver.com (službena stranica)
- Jamie Oliver u internetskoj bazi filmova IMDb-u (engl.)